# Christian Hermann Weisse
Pour les articles homonymes, voir Weisse.
Christian Hermann Weisse (né le 10 août 1801 à Leipzig – mort le 19 septembre 1866  à Leipzig) est un bibliste, théologien protestant et philosophe saxon. Ses recherches sur le problème synoptique du Nouveau Testament l'amenèrent à formuler une solution originale : l’« hypothèse des deux sources » (1838).

## Formation
Diplômé de l'université de Leipzig, il adhère à l'école hégélienne de philosophie. Avec le temps, ses idées changent, et se rapprochent  de celles de  Schelling. Il développe, avec  Fichte un nouveau théisme spéculatif, et s'oppose à l'idéalisme panthéiste de Hegel.
Dans ses leçons sur l'avenir de l'église protestante (Reden über die Zukunft der evangeliscken Kirche, 1849), il situe l'essence du christianisme dans les énoncés de Jésus sur :
1. son Père du Ciel,
2. le Fils de l'Homme,
3. le Royaume des cieux.

Dans son travail philosophique sur la dogmatique (Philosophische Dogmatik oder Philosophie des Christentums, 3 vols., 1855-1862), il cherche, par la symbolisation, à ramener tous les dogmes chrétiens à des énoncés normaux[Quoi ?] de la raison ou de la conscience.

## Théorie des deux sources
Weisse fut le premier théologien qui proposa l'hypothèse des deux sources (1838), retenue par un large consensus de chercheurs bibliques aujourd'hui[Quand ?]. L'hypothèse des deux sources consiste à dire que l'évangile selon Marc aurait été écrit le premier et serait l'une des deux sources dont s'inspirent l'évangile selon Matthieu et l'évangile selon Luc, l'autre source étant le document Q, une collection perdue de logia (dires) de Jésus.

## Ses autres travaux
1. Die Idee der Gottheit (1833), (l'idée de divinité)
2. Die philosophische Geheimlehre von der Unsterblichkeit des menschlichen Individuums (1834)
3. Büchlein von der Auferstehung (1836)
4. Die evangelische Geschichte, kritisch und philosophisch bearbeitet (2 vols., 1838), (histoire des évangiles, étude critique et philosophique)
5. Die Evangelienfrage in ihrem gegenwärtigen Stadium (1856)
6. Psychologie und Unsterblichkeitslehre (posthume, édité par R Seydel, 1869)